# Lista de deputados distritais do Distrito Federal da 6.ª legislatura
Esta é a lista de deputados distritais eleitos para a legislatura 2011–2015.

## Composição das bancadas
| Partido | Líder               | Bancada | Posição      |
| ------- | ------------------- | ------- | ------------ |
| PT      | Chico Vigilante     | 5 / 24  | Governo      |
| DEM     | Eliana Pedrosa      | 2 / 24  | Oposição     |
| PSDB    | Washington Mesquita | 2 / 24  | Oposição     |
| PSD     | Cláudio Abrantes    | 2 / 24  | Oposição     |
| PRTB    | Liliane Roriz       | 1 / 24  | Oposição     |
| PMDB    | Rôney Nemer         | 1 / 24  | Governo      |
| PTB     | Cristiano Araujo    | 1 / 24  | Governo      |
| PRB     | Evandro Garla       | 1 / 24  | Governo      |
| PTC     | Agaciel Maia        | 1 / 24  | Governo      |
| PSB     | Joe Valle           | 1 / 24  | Independente |
| PR      | Aylton Gomes        | 1 / 24  | Oposição     |
| PSL     | Michel de Oliveira  | 1 / 24  | Oposição     |
| PTdoB   | Olair Francisco     | 1 / 24  | Oposição     |
| PDT     | Israel Batista      | 1 / 24  | Governo      |
| PMN     | Celina Leão         | 1 / 24  | Oposição     |
| PP      | Benedito Domingos   | 1 / 24  | Governo      |
| PSC     | Wellington Silva    | 1 / 24  | Governo      |

## Deputados estaduais
| Número | Deputados distritais eleitos | Partido | Votação | Percentual | Cidade onde nasceu       | Unidade federativa  |
| 13131  | Chico Leite                  | PT      | 36.806  | 2,61%      | Milagres                 | Ceará               |
| 25000  | Eliana Pedrosa               | DEM     | 35.387  | 2,51%      | Bicas                    | Minas Gerais        |
| 13113  | Arlete Sampaio               | PT      | 26.376  | 1,87%      | Itagibá                  | Bahia               |
| 13190  | Cabo Patricio                | PT      | 22.209  | 1,58%      | Gama                     | Distrito Federal    |
| 28020  | Liliane Roriz                | PRTB    | 21.999  | 1,56%      | Luziânia                 | Goiás               |
| 45151  | Washington Mesquita          | PSDB    | 21.111  | 1,50%      | Brasília                 | Distrito Federal    |
| 23456  | Alírio Neto                  | PSD     | 19.207  | 1,36%      | Piripiri                 | Piauí               |
| 13100  | Chico Vigilante              | PT      | 19.201  | 1,36%      | Vitorino Freire          | Maranhão            |
| 25100  | Raad Massouh                 | DEM     | 17.997  | 1,28%      | Damasco                  | Líbano              |
| 15154  | Rôney Nemer                  | PMDB    | 17.778  | 1,26%      | Viçosa                   | Minas Gerais        |
| 13222  | Wasny de Roure               | PT      | 17.579  | 1,25%      | Goiânia                  | Goiás               |
| 14014  | Cristiano Araújo             | PTB     | 17.047  | 1,21%      | Brasília                 | Distrito Federal    |
| 10123  | Evandro Garla                | PRB     | 15.867  | 1,13%      | São Bernardo do Campo    | São Paulo           |
| 36123  | Agaciel Maia                 | PTC     | 14.073  | 1,00%      | Brejo do Cruz            | Paraíba             |
| 40445  | Joe Valle                    | PSB     | 13.876  | 0,99%      | Caicó                    | Rio Grande do Norte |
| 22193  | Aylton Gomes                 | PR      | 13.278  | 0,94%      | Brasília                 | Distrito Federal    |
| 17190  | Michel de Oliveira           | PSL     | 13.256  | 0,94%      | Sobradinho               | Distrito Federal    |
| 45678  | Raimundo Ribeiro             | PSDB    | 12.794  | 0,91%      | Piracuruca               | Piauí               |
| 70270  | Olair Francisco              | PTdoB   | 12.477  | 0,89%      | Petrolina de Goiás       | Goiás               |
| 12345  | Israel Batista               | PDT     | 11.349  | 0,81%      | Brasília                 | Distrito Federal    |
| 23033  | Cláudio Abrantes             | PSD     | 11.047  | 0,78%      | Catolé do Rocha          | Paraíba             |
| 20123  | Wellington Silva             | PSC     | 10.333  | 0,73%      | Brasília                 | Distrito Federal    |
| 11234  | Benedito Domingos            | PP      | 9.479   | 0,67%      | São Sebastião do Paraíso | Minas Gerais        |
| 33123  | Celina Leão                  | PMN     | 7.771   | 0,55%      | Goiânia                  | Goiás               |